# Bahnhof Frederiksberg
Frederiksberg  ist eine unterirdische U-Bahn-Station in der dänischen Stadt Frederiksberg, welche nahe der dänischen Hauptstadt Kopenhagen liegt. Die Station wird von den Linien M1 und M2 des Kopenhagener U-Bahn-Systems bedient.
Die Station wurde am 13. Dezember 1986 für die S-tog-Linie Vanløse–Frederiksberg eröffnet. Der Betrieb wurde zu Gunsten der U-Bahn am 20. Juni 1998 beendet und nach den Bauarbeiten zur U-Bahn-Strecke umfunktioniert. Die jetzige Station wurde am 12. Oktober 2003 für den neuerbauten U-Bahn-Abschnitt Frederiksberg–Vanløse eröffnet. Der Bahnhof befindet sich unterirdisch, die alte Station lag über der Erde. Es bestehen Umsteigemöglichkeiten zu diversen Buslinien.
Am 29. September 2019 wurde der Cityringen mit der neuen Linie M3 eröffnet, die eine direkte Verbindung zum Kopenhagener Hbf gewährleistet.